# Hans-Dieter Schwartz
Hans-Dieter Schwartz (* 2. Mai 1941 in Bielefeld; † 25. Mai 2015) war ein deutscher Boxer. Er war als Berufsboxer deutscher Meister im Mittelgewicht.

## Leben
Schwartz’ Vater spielte Fußball bei Arminia Bielefeld. Vater und Sohn trugen beide den Spitznamen „Schotte“. Als Amateurboxer gewann Schwartz 159 seiner 178 Kämpfe und wurde deutscher Jugendmeister sowie bei den Männern deutscher Vizemeister. Zudem wurde er in die Deutsche Boxnationalstaffel berufen.
Seinen Einstand im Berufsboxen hatte Schwartz im Juni 1965, in seinem ersten Kampf bezwang er in der Ostseehalle Kiel Hans-Joachim Trautwein. Nach 14 Siegen in Folge verlor Schwartz im März 1967 erstmals als Profi einen Kampf, als er in West-Berlin Klaus Stockmann unterlag. Ende November 1968 erhielt er die Gelegenheit, in Frankfurt am Main um den deutschen Meistertitel im Mittelgewicht zu boxen. Schwartz gewann den Kampf gegen Karl-Heinz Brunnhölz nach Punkten. Ende Juni 1969 kämpfte er in Monte Catini (Italien) gegen Carlos Duran um den Europameisterschaftstitel. Schwartz’ Trainer Leo Kruzik warf in der 14. Runde des EM-Kampfes das Handtuch, nachdem sein Schützling zuvor deutlich unterlegen gewesen war und seine Stärke, den linken Haken, nur selten wirkungsvoll hatte einsetzen können. In der zehnten Runde war Schwartz zu Boden gegangen, hatte sich davon aber zunächst gut erholt.
Nachdem er bereits im europäischen Ausland (neben Italien auch in Österreich, dem Vereinigten Königreich und den Niederlanden) geboxt hatte, trat Schwartz im Januar 1971 zu einem Schaukampf in Südafrika an, den er aber verlor.
Seinen deutschen Meistertitel im Mittelgewicht behielt Schwartz bis Ende September 1972, als er Klaus-Peter Tombers unterlag. Im Mai 1973 verlor er wieder gegen Tombers und gab kurz nach der K.-o.-Niederlage in Kiel bekannt, mit dem Boxen aufzuhören. Schwarz bestritt dann aber bis Februar 1976 weitere Kämpfe, die er mehrheitlich verlor. Darunter war noch einmal ein Kampf um die deutsche Meisterschaft im Mittelgewicht, den er im März 1974 in Köln im Beisein von Max Schmeling gegen Frank Reiche durch K. o. in der dritten Runde verlor, nachdem schon in der ersten Runde Schwartz’ Auge zugeschwollen gewesen war.